# Дерби дела Моле
Дерби дела Моле, известно още като Торинското дерби (на италиански: Derby della Mole, Derby di Torino) е футболното дерби в гр. Торино, Италия между отборите на клубовете „Ювентус“ и „Торино“.
Названието идва от символа на града Моле Антонелиана - сграда с висока кула, някога строена за синагога, а днес превърната в музей на киното (на италиански mole означава много голяма сграда).
Дерби дела Моле е най-старото футболно дерби в Италия. Първият мач е изигран на 13 януари 1907 г. (Торино - Ювентус 2:1). Някои смятат ФК Торино за приемник на ФК Торинезе, защото основаването на ФК Торино води до края на Торинезе (Торинезе остава без играчи, защото много от тях се присъединяват към Торино). Първият мач между Ювентус и Торинезе се състои на 11 март 1900 г. (Торинезе – Ювентус 1:0).

## Резултати
|                     | Общо мачове | Ювентус | Равенства | 0Торино0 |
| Серия А             | 141         | 65      | 41        | 35       |
| Кампеонато Федерале | 26          | 6       | 5         | 15       |
| Баражи              | 2           | 0       | 1         | 1        |
| Копа Италия         | 17          | 8       | 5         | 4        |
| Копа Федерале       | 6           | 3       | 2         | 1        |
| Общо                | 192         | 82      | 54        | 56       |